# Chisternon
Chisternon Leidy, 1872 è un genere estinto di tartarughe, appartenente alla famiglia Baenidae. Visse tra l'Eocene inferiore e l'Eocene medio (circa 50 - 45 milioni di anni fa) e i suoi resti fossili sono stati ritrovati negli Stati Uniti d'America (Utah e Wyoming).

## Descrizione
Questo animale era piuttosto diverso dalle tartarughe attuali, a causa della coda eccezionalmente lunga (quanto il resto del corpo) e dell'incapacità di ritrarre la testa dentro il carapace. Chisternon possedeva un carapace relativamente arrotondato e, in confronto ad altri animali simili come Baena, un cranio dalla costruzione leggera e dotato di emarginazioni temporali superiori. Chisternon era un animale di notevoli dimensioni, e poteva oltrepassare 1,3 metri di lunghezza.

## Paleobiologia
Chisternon doveva essere una tartaruga che si spostava sul basso fondale dei laghi grazie alle zampe robuste, e predava pesci, gamberi e bivalvi. Di questo animale sono stati ritrovati fossili anche di esemplari molto giovani.

## Tassonomia
Chisternon venne descritto inizialmente da Joseph Leidy nel 1871, sulla base di un fossile di un carapace parziale rinvenuto nella formazione Bridger del Wyoming. La specie tipo è Chisternon undatum. L'anno seguente, Edward Drinker Cope descrisse una tartaruga proveniente dalla stessa formazione, in località Cottonwood Creek, e la denominò Baena hebraica. Successivamente fu Hay, nel 1908, a riconoscere l'attribuzione di quest'ultima specie al genere Chisternon (C. hebraicum). I migliori fossili di questi animali sono stati ritrovati nella formazione Green River nello Wyoming, dove sono stati ritrovati anche scheletri completi.
Chisternon appartiene ai baenidi, un gruppo di tartarughe arcaiche risalenti al Cretaceo, dalle caratteristiche molto diverse rispetto alle forme attuali. Chisternon, insieme a Baena, è una delle ultime forme del gruppo, e anche una delle più derivate.